# Сотников, Анатолий Дмитриевич
Анатолий Дмитриевич Сотников (1929 — 2013) — советский слесарь-лекальщик, рационализатор  производства в системе атомной промышленности. Герой Социалистического Труда (1971).

## Биография
Родился в местечке Свобода Курской области в семье рабочих.
С 1943 года после окончания семилетки начал работать слесарем-инструментальщиком на Свободинском механическом заводе. С 1949 года служил в ВМФ СССР.
С 1953 года работал слесарем-инструментальщиком Златоустовском машиностроительном заводе. С 1955 года направлен слесарем-лекальщиком в закрытый город Златоуст-20 на Приборостроительный завод МСМ СССР по производству компонентов для ядерного оружия. 
26 апреля 1971 года  «За выдающиеся заслуги в выполнении пятилетнего плана  при выпуски специальной продукции, внедрению новой техники и передовых технологий» Указом Президиума Верховного Совета СССР Анатолию Дмитриевичу Сотникову было присвоено звание Героя Социалистического Труда. 
Помимо основной деятельности избирался членом бюро парткома ПСЗ, членом бюро ГК КПСС города Златоуст-36 и членом ВЦСПС. 
С 2002 года на пенсии. Умер в 2013 году в Трёхгорном.

## Награды

### Ордена
- Медаль «Серп и Молот» (1971)
- Орден Ленина (1971)

### Звания
- Почетный гражданин города Трехгорный (1995)